# Пробовідбирач баровий

Пробовідбирач баровий рос. пробоотборник баровый, англ. bar sampler, jib sampler; нім. Ausleger-Probe(ent)nahmegerät n — пробовідбирач, призначений для відбирання проби сипкого матеріалу з конвеєра. Конструктивно П.б. складається (рис.) з рами, робочого органу — бару з ріжучими зубами, привода і станції управління. Бар здійснює зворотно-поступальний рух поперек потоку матеріалу і вирізає невелику його стрічку, яка виноситься у збірник для проби.